# Tonsawang
Tonsawang ist eine in Nordsulawesi gesprochene Sprache. Sie gehört zu den philippinischen Sprachen der malayo-polynesischen Sprachen innerhalb der austronesischen Sprachen.